# Ormoy (Yonne)
Ormoy es una localidad y comuna francesa situada en la región de Borgoña, departamento de Yonne, en el distrito de Auxerre y cantón de Seignelay.

## Demografía
| 538 | 637 | 571 | 604 | 690 | 690 | 724 | 757 | 736 | 705 | 714 | 714 | 698 | 712 | 689 | 647 | 571 | 543 | 533 | 510 | 511 | 521 | 558 | 506 | 583 | 521 | 478 | 451 | 562 | 625 | 655 | 681 | 665 |
| Para los censos de 1962 a 1999 la población legal corresponde a la población sin duplicidades (Fuente: INSEE [Consultar]) |     |     |     |     |     |     |     |     |     |     |     |     |     |     |     |     |     |     |     |     |     |     |     |     |     |     |     |     |     |     |     |     |